# Michael Trevino

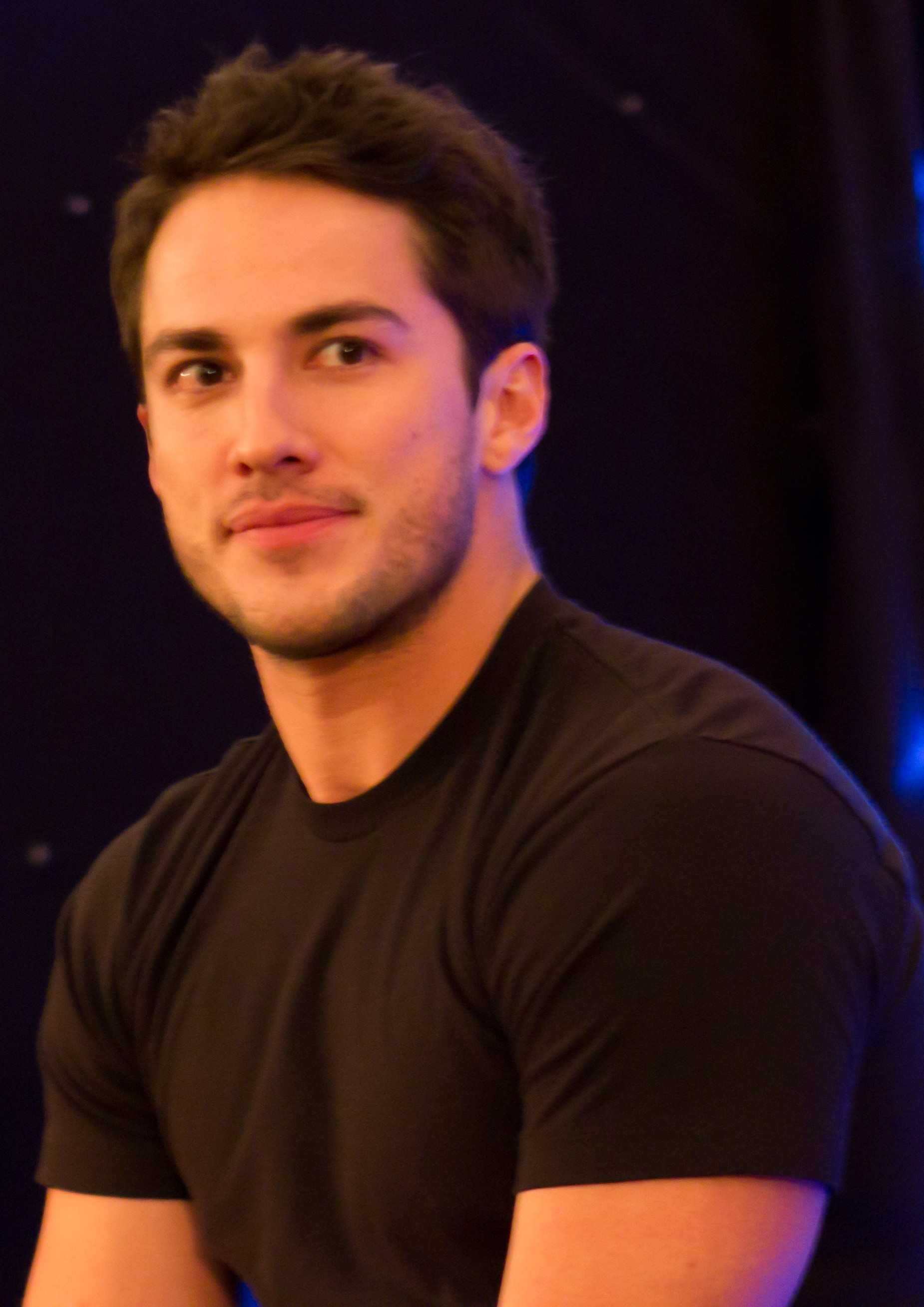
Michael Trevino im Juni 2013

Michael Anthony Trevino (* 25. Januar 1985 in Montebello, Kalifornien) ist ein US-amerikanischer Schauspieler. Seine Mutter stammt aus dem mexikanischen Zacatecas, sein Vater ist ein in Kalifornien geborener Sohn mexikanischer Immigranten.

## Leben
Von 2009 bis 2017 spielte Trevino die Rolle des Tyler Lockwood in der The-CW-Fernsehserie Vampire Diaries, welche er 2013 auch in zwei Folgen in dessen Spin-off The Originals verkörperte. 2015 wurde bekannt, dass Trevino die Serie mit dem Ende der 6. Staffel verlassen wird, um eine Hauptrolle in der ABC-Serie Kingmakers zu übernehmen.
Trevino ging 3 Jahre lang mit der Schauspielerin Jenna Ushkowitz aus, bis sie im Jahre 2014 ihre Beziehung beendeten.

## Filmografie (Auswahl)
Filme (auch Kurzauftritte)
- 2006: Partygirls auf Mission (Cow Belles)
- 2008: Austin Golden Hour
- 2009: Love Finds a Home (TV-Film)
- 2010: The Factory
- 2018: Out of Control

Serienauftritte (auch Gast- und Kurzauftritte)
- 2005: Summerland Beach (Summerland, Folge 2x02 Das Walross von Playa Linda)
- 2005: Welcome, Mrs. President (Commander in Chief, Folge 1x08 Jugendsünden)
- 2005: Charmed – Zauberhafte Hexen (Charmed, Folge 8x02 Halliwells im Wunderland)
- 2006: Cold Case – Kein Opfer ist je vergessen (Cold Case, Folge 4x01 Vor laufender Kamera)
- 2006: Bones – Die Knochenjägerin (Bones, Folge 2x10 Die kopflose Hexe im Wald)
- 2006: Without a Trace – Spurlos verschwunden (Without a Trace, Folge 4x23 Der Wert eines Lebens)
- 2006: CSI: Miami (Folge 5x10 Wahrheiten gibt es viele)
- 2007: Cane (13 Folgen)
- 2007–2008: The Riches (5 Folgen)
- 2008: CSI: NY (Folge 5x20 Letzter Ausweg)
- 2008: 90210 (3 Folgen)
- 2009: CSI: Den Tätern auf der Spur (CSI: Crime Scene Investigation, Folge 9x16 Motel zum Mord)
- 2009: The Mentalist (Folge 1x19 Ein Dutzend Rosen)
- 2009–2017: Vampire Diaries (The Vampire Diaries, 93 Folgen)
- 2013: The Originals (Folgen 1x07–1x08)
- 2019–2022: Roswell, New Mexico (Fernsehserie)